# Anja Javoršek
Anja Javoršek, slovenska smučarska skakalka, * 27. februar 1996, Slovenija.
Anja Javoršek je članica kluba SK Zagorje. V kontinentalnem pokalu je debitirala 21. januarja 2009 pri dvanajstih letih, ko je na tekmi v Toblachu zasedla 32. mesto. Leta 2013 je osvojila srebrno medaljo na mešani tekmi evropskega festivala olimpijske mladine v Râșnovu. V svetovnem pokalu je debitirala 25. januarja 2014 na tekmi v Planici, ko je s 26. mestom tudi prvič osvojila točke svetovnega pokala, dan kasneje je dosegla še 25. mesto. 

## Dosežki v svetovnem pokalu

### Uvrstitve po sezonah
| Sezona  | Uvrstitev | Točke |
| ------- | --------- | ----- |
| 2013-14 | 53.       | 13    |